# Ples (gmina Moravče)
Ples – wieś w Słowenii, w gminie Moravče. W 2018 roku liczyła 65 mieszkańców.